# Закон о покупке земли (1875)
Закон о покупке земли 1875 года — закон, принятый Генеральной ассамблеей Острова Принца Эдуарда в 1875 году. Большая часть земли в провинции принадлежала отсутствующим землевладельцам, и цель закона состояла в том, чтобы заставить землевладельцев продать свои поместья правительству провинции, которое, в свою очередь, продало бы землю по более низким ценам местным фермерам.
Закон преобразовал собственность на землю в провинции. Вопросы, которые в конечном итоге были решены законодательством, представляли собой ключевой элемент переговоров, которые привели к вступлению Острова Принца Эдуарда в Конфедерацию в 1873 году. Уильям Бьюэлл Ричардс, первый главный судья Канады, писал, что Закон о покупке земли следует «рассматривать не как обычное законодательство, а как решение важного вопроса, имеющего большое значение для сообщества, и в принципе подобного отмене сеньориального владения в Нижней Канаде и урегулированию земельного вопроса в Ирландии. […] Главной целью Закона, по-видимому, было преобразовать арендуемое имущество в собственность, вопрос очень большой важности, который, если его не урегулировать, вероятно, повлияет на мир, а также на процветание провинции».

## Предыстория
В середине XVIII века остров принца Эдуарда был разделен на 67 участков, и эти участки были распределены между сторонниками короля Георга III посредством лотереи в 1767 году. В результате большая часть собственности на острове принадлежала отсутствующим землевладельцам в Англии, многие из которых отказались платить местные налоги в колонии, что вызвало недовольство фермеров-арендаторов колонии.
Колониальное правительство впервые попыталось решить «земельный вопрос», приняв Закон о прекращении аренды в 1774 году, чтобы заставить отсутствующих землевладельцев платить прекращение аренды, чтобы помочь финансировать местную администрацию и инфраструктуру. Когда губернатор Уолтер Паттерсон попытался в 1771 году наложить арест на имущество владельцев, которые не платили арендную плату, Корона отстранила Паттерсона от должности и отменила его действия.
В 1853 году колониальное правительство приняло первый Закон о покупке земли, который уполномочивал его приобретать поместья у отсутствующих землевладельцев и перепродавать землю по более низким ценам местным фермерам. Попытка оказалась безуспешной, поскольку домовладельцев нельзя было заставить продать, а правительству не хватало средств, чтобы предлагать привлекательные цены.

## Конфедерация
В 1873 году остров принца Эдуарда согласился присоединиться к Конфедерации, и одним из условий союза было то, что федеральное правительство Канады согласилось выделить 800 000 долларов на покупку отсутствующих земельных владений на острове. Впоследствии, когда в 1874 году на острове принца Эдуарда был принят закон о покупке земли, генерал-губернатор Дафферин, сам являвшийся землевладельцем в Ирландии, отклонил закон, даже не проконсультировавшись с федеральным кабинетом министров, на том основании, что законодательство было «чудовищным». Позже Дафферин присоединился к статуту, и 30 июня 1875 года Закон о покупке земли 1875 года получил королевское одобрение. Продажа поместий на острове принца Эдуарда площадью более 500 акров (200 га) стала обязательной. К 1880-м годам правительство провинции приобрело 844 000 акров (342 000 га) и перепродало фермерам 624 000 акров (253 000 га).

## Наследие
Некоторые принципы закона 1875 года сохраняются и по сей день в Законе о защите земель Острова Принца Эдуарда. Нерезидентам не разрешается приобретать землю в провинции площадью более 2 га (4,9 акра) без одобрения кабинета.
Усадьба Стратгартни в Боншоу, площадью 13 га (32 акра), оставшаяся от большого поместья 19 века, была объявлена Национальным историческим памятником Канады в 1996 году на том основании, что она представляет собой как старую систему землевладения, которая когда-то доминировала на острове, так и последующее преобразование провинции в соответствии с Законом о покупке земли 1875 года.